# Адзера
Адзера — австронезийский язык, на котором говорят около 30 000 человек в провинции Моробе, Папуа Новая Гвинея.

## Генеалогическая и ареальная информация
Адзера (акира, атзера, атсера) ― язык австронезийской семьи, малайско-полинезийской подгруппы, представитель группы языков залива Хуон, в которую входит 12 языков, выделяется в западную ветвь. Языки залива Хуон это океанийские языки, на которых говорят преимущественно в провинции Моробе, Папуа Новая Гвинея. Язык не является официальным, используется в бытовой сфере, письменность латинская. Самыми распространенными языками в провинции являются английский и ток-писин, однако они очень мало повлияли на адзера.

## Социолингвистическая информация
Язык имеет около 30 000 носителей. По данным Ethnologue: Languages of the World, 16th edition, 2009, находится в уязвимом положении. Языки-соседи адзера это языки вампар и мари, оба языка родственны адзера и принадлежат к той же австронезийской семьи, однако непонятны носителям адзера. Название адзера, взято из языка вампар, что означает вверх по течению. В то время как носители диалектов адзера понимают друг друга. У носителей диалектов нет отдельного названия для своей речи, названия географические, происхождение географических названий неизвестно. Большинство жителей адзера говорят на трёх языках адзера, ябин и ток-писин. Молодые люди предпочитают использовать ток-писин. Многие, особенно пожилые люди, которые изучали ябин в школе, владеют письмом на ябине и ток-писине, и очень не многие могут писать на своем родном языке, адзера. В 1967-1971 проводилась кампания, целью которой являлось обучить народ адзера писать на родном языке, однако проект провалился. Официальными языками являются английский и ток-писин.

## Диалекты
Выделяют шесть диалектов языка:
- Центральный (9950 говорящих)
- Диалект амари (5350 говорящих)
- Диалект нгаровапум (1200 говорящих)
- Диалект яроса (2200 говорящих)
- Диалект гуруф (1550 говорящих)
- Диалект цуманггорун (400 говорящих)

## Фонология

#### Вокализм
|                | передний ряд | задний ряд |
| -------------- | ------------ | ---------- |
| Верхний подъём | /i/          | /u/        |
| Средний подъём |              | /o/        |
| Нижний подъём  | /ɑ/          | /ɑ/        |

Фонема o отсутствует в двух диалектах амари и нгаровапум. Несмотря на то,что было показано [Holzknecht, 1973], что в амари присутствуют и /о/ и /u/ и это именно разные фонемы, носители языка их не различают и минимальные пары подобрать не удалось.

### Консонантизм
|                        | билабиальные | лабиодентальные | альвеолярные | альвео-палатальные | велярные | глоттальные |
| ---------------------- | ------------ | --------------- | ------------ | ------------------ | -------- | ----------- |
| взрывные аспираты      | p            |                 | t            |                    | k        | ˀ           |
| взрывные не аспираты   | b            |                 | d            |                    | ɡ        |             |
| аффрикаты              |              |                 | t͡s d͡z        |                    |          |             |
| преназальные взрывные  | mp           |                 | nt           |                    | ŋk       | ŋˀ          |
| преназальные аффрикаты |              |                 | nt͡s nd͡z      |                    |          |             |
| фрикативы              |              | f               | s            |                    |          |             |
| носовые                | m            |                 | n            |                    | ŋ        |             |
| вибранты               |              |                 | r            |                    |          |             |
| полугласные            | w            |                 |              | y                  |          |             |

### Ударение
Как правило, в двусложных словах ударение падает на первый слог. В словах, где слогов более двух, ударение падает на первый слог, а затем через один, на первый слог ударение самое сильное. Ударение в адзера не фонетическое, в отличие от большинства языков австронезийской семьи.

## Типологическая характеристика

### Базовый порядок слов
Базовый порядок слов в адзера такой же, как и в большинстве языков австронезийской семьи, а именно SVO. Пример [Holzknecht. 1986]
(1) dzi i-bugin yafas
я PRS- не любить рыба
Я не люблю рыбу

### Тип (степень свободы) грамматических выражений
Как и со многими языками австронезийской семьи возникает проблема разграничения аналитизма и синтетизма в языке. Примеры аналитизма [Holzknecht. 1986]:
(2) garam puris
мужчина полиция
полицейский
(3) garam is-a yafas
мужчина ловить-PTCP рыба
рыбак
В то же время, глагольные формы более синтетические, пример [Holzknecht. 1986]
(3) dzi i-bu-ba
я PRS-ITER-приходить
я снова пришёл

### Характер границ между морфемами
Морфология в адзера агглютинативная, например в глагольном словообразовании присутствует огромное количество префиксов, имеющих своё уникальное значение и присоединяющихся к глаголу, например [Holzknecht. 1986]:
araŋan munˀa-bu-tip a-fan
(4) он FUT-ITER-снова HORT идти
он снова придет
Флективных форм в адзера отсутствуют.

### Локус маркирования
Маркирование в посессивной именной группе [Holzknecht. 1986]:
(5) dzi gai- gaŋˀ
я дерево- 1POSS.II
В адзера используется вершинное маркирование в посессивной именной группе.
Маркирование в предикации [Holzknecht. 1986]
(6) wa-rim ba da dzi
IMP-отдать приходить к я
Отдай это мне
В предикации наблюдается нулевое маркирование.

### Тип ролевой кодировки

#### Клауза с двухместным предикатом [Holzknecht. 1986]:
(7) araŋan i-is agai
он PRS-бить мы (EXC)
он бьёт нас

#### Агентивная клауза с одноместным предикатом [Holzknecht. 1986]:
na-ntsup da dzi na-fan
HORT-закончить и я HORT-идти
Когда это закончиться, мне следует пойти

#### Пациентивная клауза с одноместным предикатом [Holzknecht. 1986]:
gum i-ntsup sib wa
работа PRS-заканчивать PERFI PERFII
Работа действительно закончена
В адзера директная стратегия кодирования, иными словами агенсы и пациенсы никак не отмечаются и определить их семантическую роль можно только по контексту.

## Языковые особенности

### Способ выражения множественного числа
В существительных множественное число обычно никак не маркируется, однако иногда может быть выражено редупликацией. Пример [Holzknecht. 1986]:
mamaˀ finam finam
ребёнок самка самка
девочки

### Система счисления
В адзера бинарная система счисления. Пример [Holzknecht. 1986]:
bitsintaˀ (или bits) — один
iruˀrun (или iruˀ) — два
iruˀ da bits — три
iruˀ da iruˀ — четыре
iruˀ da iruˀ da bits — пять
Если объектов больше пяти, числительное становится очень громоздким, поэтому такую систему счета используют редко, носители языка берут систему из ток-писин.

### Маркер локатива
Несмотря на отсутствие падежей, в адзера есть маркер локатива i
rina -ŋˀ i-apiŋˀ Rufiˀ i unar igi
мать-1POSS.I PRS-родить Rufiˀ LOC дом DEM
Мать родила Rufiˀ в этом доме.

## Список используемых сокращений
- DEM — указательное местоимение
- EXC — эксклюзив
- FUT — будущее время
- HORT — хортатив
- IMP — императив (повелительное наклоение)
- ITER — итератив
- LOC—  локатив
- PERFI — перфект
- PERFII — перфект
- PRS — настоящее время
- PTCP— причастие
- 1POSS.I — посессивность (субъект (первое лицо, единственное число) обладает неотделимым объектом (inal)
- 1POSS.II — посессивность  (субъект (первое лицо, единственное число) обладает отделимым объектом

## Список использованной литературы
S. Holzknecht. 1986 «A morphology and grammar of Adzera»
K. G. Holzknecht, 1973 «The phonemes of the Adzera language»
https://www.degruyter.com/document/doi/10.1515/9783110884012.2.741/pdf
Ethnologue: Languages of the World
[[:en:Adzera_language]]